# Эссугу, Дариу
Дариу Кассия Луиш Эссугу (порт. Dário Cassia Luís Essugo; родился 14 марта 2005) — португальский футболист, полузащитник английского клуба «Челси».

## Клубная карьера
Воспитанник футбольной академии «Спортинг». 17 марта 2021 года подписал свой первый профессиональный контракт с клубом. Эссугу дебютировал в основном составе «львов» 20 марта 2021 года в матче португальской Примейра-лиги против «Витории» (Гимарайнш). В возрасте 16 лет и 1 недели он стал самым молодым игроком «Спортинга» в чемпионатах Португалии. Также он стал самым молодым дебютантом португальского чемпионата вообще, побив рекорд, установленный Матшу Джало в 2019 году (в августе 2021 года этот рекорд был побит Рожером Фернандешем).
20 марта 2025 года «Спортинг» объявил о трансфере Эссугу в «Челси» за 18,5 млн фунтов стерлингов. Дариу присоединился к английскому клубу 2 июня 2025 года, по завершении сезона в аренде в клубе Ла Лиги «Лас-Пальмас».

## Карьера в сборной
Выступал за сборные Португалии до 15, до 16, до 17, до 18 и до 19 лет.

## Достижения
«Челси»
- Победитель Клубного чемпионата мира: 2025

## Личная жизнь
Родился в Португалии в семье выходцев из Анголы.